# Lijst van brutoformules Cr-Cu
Dit lemma is onderdeel van de lijst van brutoformules. Dit lemma behandelt de brutoformules van Cr (chroom) tm Cu (koper).

## Cr
| Brutoformule                         | Gewone formule                        | Naam |
| ------------------------------------ | ------------------------------------- | --- |
| {\displaystyle {\ce {Cr}}}           | {\displaystyle {\ce {Cr}}}            | Chroom ~ als parameter in verontreinigingsklassen |
| {\displaystyle {\ce {Cr}}}-isotopen  | {\displaystyle {\ce {Cr}}}            | Isotopen van chroom 42Cr · 43Cr · 44Cr · 45Cr · 46Cr · 47Cr · 48Cr · 49Cr · 50Cr · 51Cr 52Cr · 53Cr · 54Cr · 55Cr · 56Cr · 57Cr · 58Cr · 59Cr · 60Cr · 61Cr 62Cr · 63Cr · 64Cr · 65Cr · 66Cr · 67Cr |
| {\displaystyle {\ce {Cr}}}-mineraal  | {\displaystyle {\ce {Cr}}}            | Chroomhoudend mineraal |
| {\displaystyle {\ce {CrCl3}}}        | {\displaystyle {\ce {CrCl3}}}         | Chroom(III)chloride |
| {\displaystyle {\ce {CrCl4}}}        | {\displaystyle {\ce {CrCl4}}}         | Chroom(IV)chloride |
| {\displaystyle {\ce {CrCe2O4}}}      | {\displaystyle {\ce {Cs2CrO4}}}       | Cesiumchromaat |
| {\displaystyle {\ce {CrF3}}}         | {\displaystyle {\ce {CrF3}}}          | Chroom(III)fluoride |
| {\displaystyle {\ce {CrK2O4}}}       | {\displaystyle {\ce {K2CrO4}}}        | Kaliumchromaat |
| {\displaystyle {\ce {CrN}}}          | {\displaystyle {\ce {CrN}}}           | Chroom(III)nitride |
| {\displaystyle {\ce {CrN2}}}         | {\displaystyle {\ce {CrN2}}}          | Chroom(VI)nitride ~ Verwijzing bij chroom(III)nitride |
| {\displaystyle {\ce {CrN3O9}}}       | {\displaystyle {\ce {Cr(NO3)3}}}      | Chroom(III)nitraat |
| {\displaystyle {\ce {CrNa2O4}}}      | {\displaystyle {\ce {Na2CrO4}}}       | Natriumchromaat |
| {\displaystyle {\ce {CrNiO4}}}       | {\displaystyle {\ce {NiCrO4}}}        | Nikkel(II)chromaat |
| {\displaystyle {\ce {CrO}}}          | {\displaystyle {\ce {CrO}}}           | Chroom(II)oxide |
| {\displaystyle {\ce {CrO2}}}         | {\displaystyle {\ce {CrO2}}}          | Chroom(IV)oxide ~ uit chroomtrioxide |
| {\displaystyle {\ce {CrO3}}}         | {\displaystyle {\ce {CrO3}}}          | Chroom(VI)oxide ~ Ook wel: Chroomtrioxide ~in Collins reagens, de oxidatie van primaire alkanolen tot aldehyden.                                                                                    |
| {\displaystyle {\ce {CrO4}}}         | {\displaystyle {\ce {CrO4^{2-}}}}     | Chromaat |
| {\displaystyle {\ce {CrO4Pb}}}       | {\displaystyle {\ce {PbCrO4}}}        | Lood(II)chromaat ~ als mineraal crocoiet, Siberisch rood lood ~ International Chemical Safety Card: 0003                                                                                            |
| {\displaystyle {\ce {CrO4Sr}}}       | {\displaystyle {\ce {SrPbCrO4}}}      | Strontiumchromaat |
| {\displaystyle {\ce {CrO4Zn}}}       | {\displaystyle {\ce {ZnCrO4}}}        | Zinkchromaat |
| {\displaystyle {\ce {CrO5}}}         | {\displaystyle {\ce {CrO3}}}          | Chroom(VI)peroxide |
| {\displaystyle {\ce {Cr2FeO4}}}      | {\displaystyle {\ce {Fe(II)Cr2O4}}}   | Chromiet |
| {\displaystyle {\ce {Cr2K2O7}}}      | {\displaystyle {\ce {K2Cr2O7}}}       | Kaliumdichromaat Kaliumdichromaat, in Europese standaardreeks Lopeziet |
| {\displaystyle {\ce {Cr2Mg3O12Si3}}} | {\displaystyle {\ce {Mg3Cr2(SiO4)3}}} | Knorringiet |
| {\displaystyle {\ce {Cr2Na2O7}}}     | {\displaystyle {\ce {Na2Cr2O7}}}      | Natriumdichromaat |
| {\displaystyle {\ce {Cr2O3}}}        | {\displaystyle {\ce {Cr2O3}}}         | Chroom(III)oxide ~ ontledingsproduct van ammoniumdichromaat ~ in bereiding chroom(III)chloride, chroom(VI)oxide, chroom(III)sulfide                                                                 |
| {\displaystyle {\ce {Cr2O7}}}        | {\displaystyle {\ce {Cr2O7^{2-}}}}    | Dichromaat |
| {\displaystyle {\ce {Cr2O12S3}}}     | {\displaystyle {\ce {Cr2(SO4)3}}}     | Chroom(III)sulfaat |
| {\displaystyle {\ce {Cr2S3}}}        | {\displaystyle {\ce {Cr2S3}}}         | Chroom(III)sulfide |
| {\displaystyle {\ce {Cr3Fe2O12}}}    | {\displaystyle {\ce {Fe2(CrO4)3}}}    | IJzer(III)chromaat |

## Cs
| Brutoformule                        | Gewone formule                    | Naam |
| ----------------------------------- | --------------------------------- | --- |
| {\displaystyle {\ce {Cs}}}          | {\displaystyle {\ce {Cs}}}        | Cesium |
| {\displaystyle {\ce {Cs-Isotopen}}} | {\displaystyle {\ce {Cs}}}        | Isotopen van cesium 112Cs · 113Cs · 114Cs · 115Cs · 116Cs · 117Cs · 118Cs · 119Cs · 120Cs · 121Cs 122Cs · 123Cs · 124Cs · 125Cs · 126Cs · 127Cs · 128Cs · 129Cs · 130Cs · 131Cs 132Cs · 133Cs · 134Cs · 135Cs · 136Cs · 137Cs · 138Cs · 139Cs · 140Cs · 141Cs 142Cs · 143Cs · 144Cs · 145Cs · 146Cs · 147Cs · 148Cs · 149Cs · 150Cs · 151Cs |
| {\displaystyle {\ce {Cs}}}-mineraal | {\displaystyle {\ce {Cs}}}        | Cesiumhoudend mineraal |
| {\displaystyle {\ce {Cs2CuF6}}}     | {\displaystyle {\ce {Cs2[CuF6]}}} | Cesiumhexafluorcupraat(IV) |
| {\displaystyle {\ce {CsF}}}         | {\displaystyle {\ce {CsF}}}       | Cesiumfluoride ~ Bindingsenergie in ~ reactie met chloormonofluoride |
| {\displaystyle {\ce {CsI}}}         | {\displaystyle {\ce {CsI}}}       | Cesiumjodide |
| {\displaystyle {\ce {CsNO3}}}       | {\displaystyle {\ce {CsNO3}}}     | Cesiumnitraat |
| {\displaystyle {\ce {CsN3}}}        | {\displaystyle {\ce {CsN3}}}      | Cesiumazide ~ bereiding van cesium uit ~ |
| {\displaystyle {\ce {CsO2}}}        | {\displaystyle {\ce {CsO2}}}      | cesiumsuperoxide ~ als Superoxide |
| {\displaystyle {\ce {Cs2O}}}        | {\displaystyle {\ce {Cs2O}}}      | Cesiumoxide, reactieproduct van cesium met lucht |
| {\displaystyle {\ce {Cs2O2}}}       | {\displaystyle {\ce {Cs2O2}}}     | Cesiumperoxide ~ reactieproduct van cesium met lucht |

## Cu
| Brutoformule                         | Gewone formule                       | Naam |
| ------------------------------------ | ------------------------------------ | --- |
| {\displaystyle {\ce {Cu}}}           | {\displaystyle {\ce {Cu}}}           | Koper ~ Herkenningsreactie ~ als rood koper ~ in Daniell-element, thermiet, geel goud, rood goud, nikkeline, nieuwzilver ~ in de productie van methanol, in het reactieve centrum van superoxide dismutase ~ als parameter in verontreinigingsklasse ~ reactie met cyclohexylamine |
| {\displaystyle {\ce {Cu}}}-isotoop   | {\displaystyle {\ce {Cu}}}           | Isotopen van koper 52Cu · 53Cu · 54Cu · 55Cu · 56Cu · 57Cu · 58Cu · 59Cu · 60Cu · 61Cu 62Cu · 63Cu · 64Cu · 65Cu · 66Cu · 67Cu · 68Cu · 69Cu · 70Cu · 71Cu 72Cu · 73Cu · 74Cu · 75Cu · 76Cu · 77Cu · 78Cu · 79Cu · 80Cu                                                            |
| {\displaystyle {\ce {Cu}}}-mineraal  | {\displaystyle {\ce {Cu}}}           | Koperhoudend mineraal |
| {\displaystyle {\ce {CuF6}}}         | {\displaystyle {\ce {[CuF6]^{3-}}}}  | Hexafluorcupraat(III) ~ als cupraat |
| {\displaystyle {\ce {CuF6}}}         | {\displaystyle {\ce {[CuF6]^{2-}}}}  | Hexafluorcupraat(IV) ~ als cupraat |
| {\displaystyle {\ce {CuFeS2}}}       | {\displaystyle {\ce {CuFeS2}}}       | Chalcopyriet |
| {\displaystyle {\ce {CuI}}}          | {\displaystyle {\ce {CuI}}}          | koper(I)jodide |
| {\displaystyle {\ce {CuN2O6}}}       | {\displaystyle {\ce {Cu(NO3)2}}}     | koper(II)nitraat |
| {\displaystyle {\ce {CuO}}}          | {\displaystyle {\ce {CuO}}}          | koper(II)oxide ~ als Spaans groen |
| {\displaystyle {\ce {CuO4S}}}        | {\displaystyle {\ce {CuSO4}}}        | koper(II)sulfaat ~ Ook wel: koper(II)sulfaatpentahydraat, kopervitriool ~ en kristalwater |
| {\displaystyle {\ce {CuPbS3Sb}}}     | {\displaystyle {\ce {PbCuSbS3}}}     | Bournoniet |
| {\displaystyle {\ce {CuPb13S24Sb7}}} | {\displaystyle {\ce {CuPb13Sb7S24}}} | Meneghiniet |
| {\displaystyle {\ce {CuS}}}          | {\displaystyle {\ce {CuS}}}          | Koper(II)sulfide ~ als kopersulfide ~ als covellien of covelliet |
| {\displaystyle {\ce {CuS2}}}         | {\displaystyle {\ce {CuS2}}}         | Kopersulfide |
| {\displaystyle {\ce {CuSe}}}         | {\displaystyle {\ce {CuSe}}}         | Koper(II)selenide ~ als Klockmanniet |
| {\displaystyle {\ce {Cu2O}}}         | {\displaystyle {\ce {Cu2O}}}         | Koper(I)oxide ~ als het mineraal Cupriet |
| {\displaystyle {\ce {Cu2S}}}         | {\displaystyle {\ce {Cu2S}}}         | Koper(I)sulfide ~ uit koper(II)sulfide ~ als kopersulfide |
| {\displaystyle {\ce {Cu3O8P2}}}      | {\displaystyle {\ce {Cu3(PO4)2}}}    | Koper(II)fosfaat |
| {\displaystyle {\ce {Cu3P}}}         | {\displaystyle {\ce {Cu3P}}}         | Koper(I)fosfide ~ als fosfide |
| {\displaystyle {\ce {Cu3Se2}}}       | {\displaystyle {\ce {CuSe}}}         | Umangiet |
| {\displaystyle {\ce {Cu9Fe3S13Sb4}}} | {\displaystyle {\ce {Cu9Fe3Sb4S13}}} | Tetrahedriet |